# Can Gustí
Can Gustí és un antic corral habilitat com a casa de turisme rural de Borrassà (Alt Empordà). L'edifici és una obra inclosa a l'Inventari del Patrimoni Arquitectònic de Catalunya.

## Descripció
Gran casal a l'entrada de Creixell des de la carretera de Borrassà, unit a una construcció posterior a través de la qual s'hi accedeix. Una de les façanes no es pot veure a causa d'aquesta nova construcció, però la resta de l'edifici sí manté la seva fisonomia inicial. Cal destacar el desordre que impera a la construcció fins al punt que fa difícil saber quants pisos té degut a les obertures que es troben a diferents alçades. Tot i això sabem que aquesta casal és de planta baixa i dos pisos. Aquestes obertures són finestres, algunes de les quals destaquen per sobre de les altres, com la de la façana lateral que té la inscripció 1759 a la llinda, o com les dues del pis superior de la façana que dona al carrer, una de les quals està formada per un arc deprimit convex, i l'altra inscrita en un arc conopial amb una decoració floral al seu interior. La cantonada de l'edifici està formada per carreus força ben escairats. També cal destacar el ràfec de la teulada format per teules i rajoles amb decoració triangular, que ens porten fins a la teulada que és a dos vessants.